# Kömlőd
Kömlőd je vas na Madžarskem, ki upravno spada pod podregijo Oroszlányi Županije Komárom-Esztergom.